# Ray Fenwick
Pour les articles homonymes, voir Fenwick.
Raymond John Fenwick (né le 18 juillet 1946 et mort le 30 avril 2022) est un guitariste et musicien de studio britannique, connu pour avoir remplacé Steve Howe dans The Syndicats, ainsi que comme guitariste soliste de Ian Gillan dans son projet solo du Ian Gillan Band, après son départ de Deep Purple.

## Carrière
Le premier groupe professionnel de Fenwick est un groupe ska et bluebeat appelé Rupert and the Red Devils. En 1964, il rejoint The Syndicats en remplacement de Steve Howe, et sera à son tour remplacé par Peter Banks (Banks et Howe deviendront plus tard les guitaristes successifs de Yes). En 1965, il rejoint le groupe néerlandais Tee-Set, à partir duquel se développe un autre groupe After Tea. Il joue aussi avec le Spencer Davis Group de 1967 à 1969. Ray co-écrit aussi la musique du thème de la série télévisée des années 1970 Magpie, laquelle est crédité à The Murgatroyd Band, qui était à la base The Spencer Davis Group à cette époque.
Fenwick écrit toutes les chansons de l'album Funky du Spences Davis Group en 1969 (uniquement disponible en Amérique avant 1997). et enregistre son propre album Keep America Beautiful, Get a Haircut en 1971 avec une formation similaire mais sans Spencer Davis.
En Juillet 1972, il joue de la guitare sur six chansons de l'album The London Sessions Bo Diddley de Bo Diddley sorti chez Chess Records.
Pendant les années 1970, il est membre du Ian Gillan Band. Il participé aussi à l'album en concert de Jon Lord, Windows (1974). Il fait également partie du groupe Fancy qui enregistre les tubes Touch Me et une reprise de Wild Thing de Chip Taylor .
Il est également membre du projet de studio Forcefield (1987-1989) avec Tony Martin (Black Sabbath), Cozy Powell (Rainbow), Jan Akkerman (Focus) et Neil Murray ex-Whitesnake .
Dans les années 1991, il revient comme musicien de sessions et figure sur l'album Here Comes the Night (1991) de l'ancien chanteur de Rainbow, Graham Bonnet .
En 2003, Fenwick enregistre et tourne avec le guitariste de Yes, Steve Howe dans le cadre de son groupe Steve Howe's Remedy. Il apparaît sur le DVD Steve Howe's Remedy Live sorti en 2005, après avoir réalisé les partitions pour tout le groupe. Ray joue aussi sur la compilation de Steve Howe, Anthology 2: Groups and Collaborations sortie en 2017. Les deux guitaristes jouent ensemble sur la pièce intitulée Slim Pickings qui clôt l'album.
Fenwick produit le single du groupe féminin de Jo Jo Laine When the Boy's Happy sur Mercury Records sous le nom de Jo Jo Laine & The Firm .

## Vie privée
A ce jour, Fenwick enseigne  la guitare et le jazz dans divers collèges et écoles de Grande-Bretagne, dont le Boston College, dans le Lincolnshire.

## Discographie

### Solo
- 1971 Keep America Beautiful, Get a Haircut
- 1979 Queen of the Night / Between the Devil and Me (SP)
- 1997 Groups and Sessions 1962–1978 (anthology)

### Ian Gillan Band
- 1976 Child in Time
- 1977 Clear Air Turbulence
- 1977 Scarabus
- 1977 Live at the Budokan (1983, European release)

### Participations
- 1967 National Disaster (After Tea)
- 1968 With Their New Face On (Spencer Davis Group)
- 1969 Funky (Spencer Davis Group)
- 1971 Magpie (Theme From Thames Television Programme) (The Murgatroyd Band)
- 1972 Hector and other Peccadillos (Mike Absalom)
- 1973 Gluggo (Spencer Davis Group)
- 1973 The London Bo Diddley Sessions (Bo Diddley)
- 1973 Living in a Back Street (Spencer Davis Group)
- 1974 The Butterfly Ball and the Grasshopper's Feast (Roger Glover)
- 1974 Windows (Jon Lord)
- 1974 Wild Thing (Fancy)
- 1976 Turns You On (Fancy)
- 1976 Wizard's Convention (Eddie Hardin)
- 1982 Circumstantial Evidence (Eddie Hardin)
- 1981 Finardi (Eugenio Finardi)
- 1982 Secret Streets (Eugenio Finardi)
- 1984 Life on Mars (Johnny Mars)
- 1985 Wind in the Willows (Eddie Hardin)
- 1987 Long Hot Night (Minute By Minute)
- 1989 Timewatch (Minute By Minute)
- 1991 Wind in the Willows – A Rock Concert (Eddie Hardin)
- 1993 First of the Big Band – BBC1 Live in Concert '74 (Ashton & Lord)
- 1995 Wizard's Convention 2 (Eddie Hardin)
- 1995 Still a Few Pages Left (Hardin & York)
- 1997 Funky (Spencer Davis Group) (enregistré en 1967)
- 1997 Musicians Union Band (enregistré en 1971)
- 1997 24 Carat (Tee Set)
- 1997 Guitar Orchestra (enregistré en 1971)
- 2003 The Fabulous Summer Wine (Summer Wine) (enregistré en 1972)
- 2003 Elements (Steve Howe's Remedy) - Album studio avec Dylan et Virgil Howe.
- 2005 Live (Steve Howe's Remedy) - DVD
- 2016 Anthology 2: Groups and Collaborations  (Steve Howe) - Joue sur Slim Pickings avec Steve Howe.